# Earnie Stewart
Pour les articles homonymes, voir Stewart.
Earnest « Earnie » Stewart est un ancien footballeur américain né le 28 mars 1969 à Veghel aux Pays-Bas, qui fut un membre régulier de l'équipe américaine durant les années 90 avant de se retirer des terrains en 2005.

## Biographie
Stewart, fils d'un soldat afro-américain, Earnie Stewart, et d'une mère néerlandaise Annemien Stewart, grandit aux Pays-Bas et commence sa carrière professionnelle en 1988 au VVV Venlo.
Il passe deux ans en seconde division néerlandaise avant de signer en 1990 à Willem II Tilburg, qui évolue en première division. Fin 1990, il fait sa première apparition avec la sélection américaine contre le Portugal.
Lors de sa première saison à Willem, il termine troisième meilleur buteur du championnat avec 17 buts inscrits. Il arrivera à 49 buts en six saisons. Parallèlement, il est régulièrement sélectionné par les États-Unis, et participe à la Coupe du monde 1994, où il est titulaire lors des quatre matchs. Il marque notamment le deuxième but face à la Colombie, permettant aux Américains de mener 2-0 et de remporter leur premier match en coupe du monde depuis 1950. Il fut également indirectement à l'origine du but contre son camp d'Andres Escobar, puisque sur l'action amenant ce but John Harkes tentait de centrer sur lui.
En 1996, Earnie signe au NAC Breda, où il restera sept saisons, malgré la relégation subie en 1999, et permettra au club d'être champion de deuxième division en 2000. Durant ses années au NAC, Stewart participera aux coupes du monde 1998 et 2002, devenant l'un des cinq joueurs américains à prendre part à trois mondiaux.
En janvier 2003, il quitte les Pays-Bas, rejoint dans la MLS et est assigné à D.C. United, avec qui il remporte la MLS Cup. Son total de buts n'égale pas ceux des années précédentes : il ne marque qu'à quatre reprises en championnat et une fois en Cup. Il quitte DC en 2004 et retourne aux Pays-Bas, jouant encore une saison au VVV Venlo, avant de devenir directeur technique du club après son retrait des terrains en 2005.
Stewart devint le huitième joueur américain à passer le cap des 100 sélections lors d'un match de qualification pour le Mondial 2006, face à Grenade, en 2004. Il a inscrit 111 buts en championnat néerlandais, faisant de lui le meilleur buteur américain à l'étranger. Il fut nommé U.S. Soccer Athlete of the Year en 2001.

## Sources
- (en) Cet article est partiellement ou en totalité issu de l’article de Wikipédia en anglais intitulé « Earnie Stewart » (voir la liste des auteurs).